# São José das Missões
São José das Missões är en kommun i Brasilien.   Den ligger i delstaten Rio Grande do Sul, i den södra delen av landet, 1 400 km söder om huvudstaden Brasília. Antalet invånare är 2 720.
Trakten runt São José das Missões består till största delen av jordbruksmark. Runt São José das Missões är det ganska glesbefolkat, med 26 invånare per kvadratkilometer.